# 臺東美術館

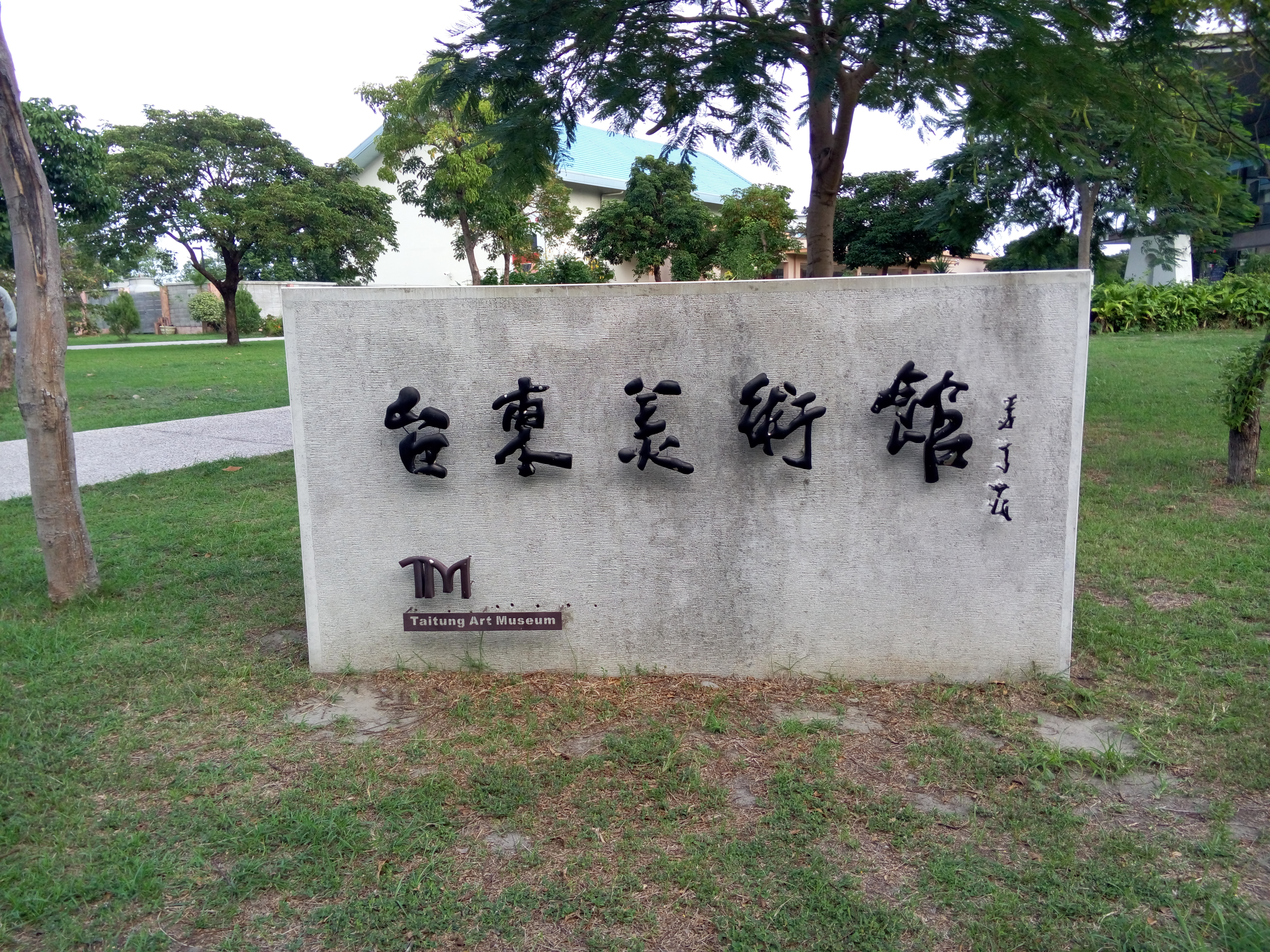
臺東美術館

臺東美術館（英語：Taitung Art Museum）位於臺灣臺東縣臺東市區中，為全臺第一座縣級美術館，其又有東美館之稱呼，目前由臺東縣政府文化處管理。

## 沿革
臺東美術館最早是臺東縣政府為配合行政院之落實文化的理想化，以及文化藝術發展瓶頸，而推動建構一座美術藝術園區。自2002年起，縣政府即開始進行設館的相關籌備事宜，並規劃將原為臺東市第2公墓的用地，因臺東市都市計畫而將原第2公墓遷葬後，原地規劃為公共設施用地，總面積共3.96公頃，名為第15號兒童公園用地來做為臺東美術館之用地。

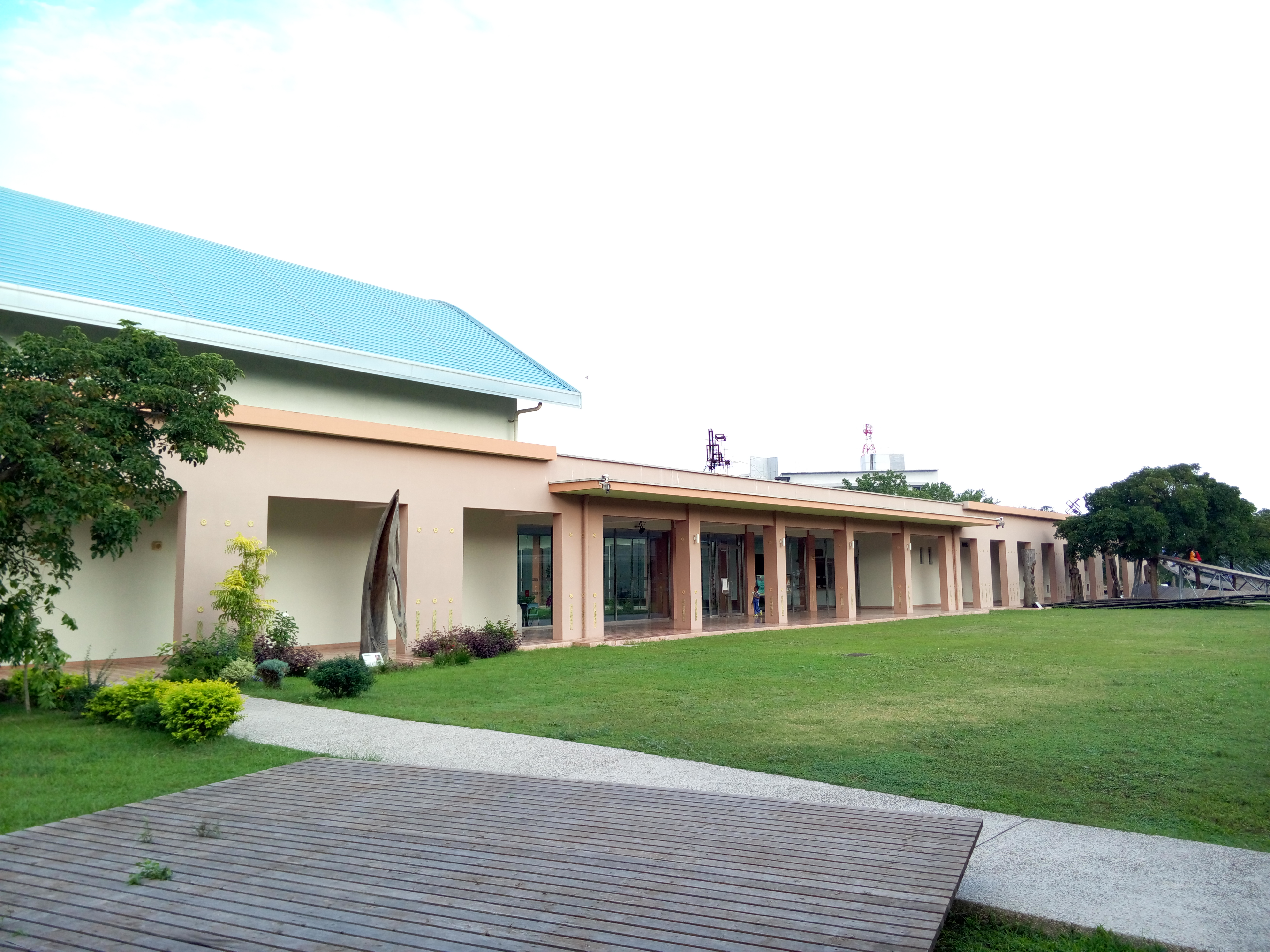
臺東美術館一館

臺東美術館共分為一、二期館舍建築物，而一館由日本象設計集團所設計。其中，一期館舍於2007年12月15日興建完工並開放營運。主要功能為展示與典藏，包含山歌及海舞兩個展廳，並設有展示庭園、雕塑中庭、行政區、會議室及典藏室。
二期館舍則規劃為藝術美學中心，於2005年2月開始對外招標，然而連續開標8次均無人投標，最終由鍾昇遠建築師事務所得標，並開始進行建築設計，設計期間更獲得中華民國不動產協進會國家卓越建設獎。施工方面由上勤營造有限公司負責，設計時程為2008年1月至2008年6月，工程時程為2008年9月至2009年8月，總二期興建費用新臺幣8134萬元，基地面積41200平方公尺，建築面積1200.44平方公尺，總樓地板面積:1662.63平方公尺。全園區正式揭牌營運日期為2009年11月7日。

## 展館設施
- 一館：兩座展廳（『山歌』廳、『海舞』廳）、行政區、會議室及典藏室。[3]
- 二館：大、小文創教室(工坊)、縣民藝廊、藝術主題餐廳、會議、藝術家休息區、戶外展示以及休閒空間。[7][3]

|  |

## 組織架構
- 臺東美術館由臺東縣政府文化處視覺藝術科管理，設有科長一名及科員數名。[3]

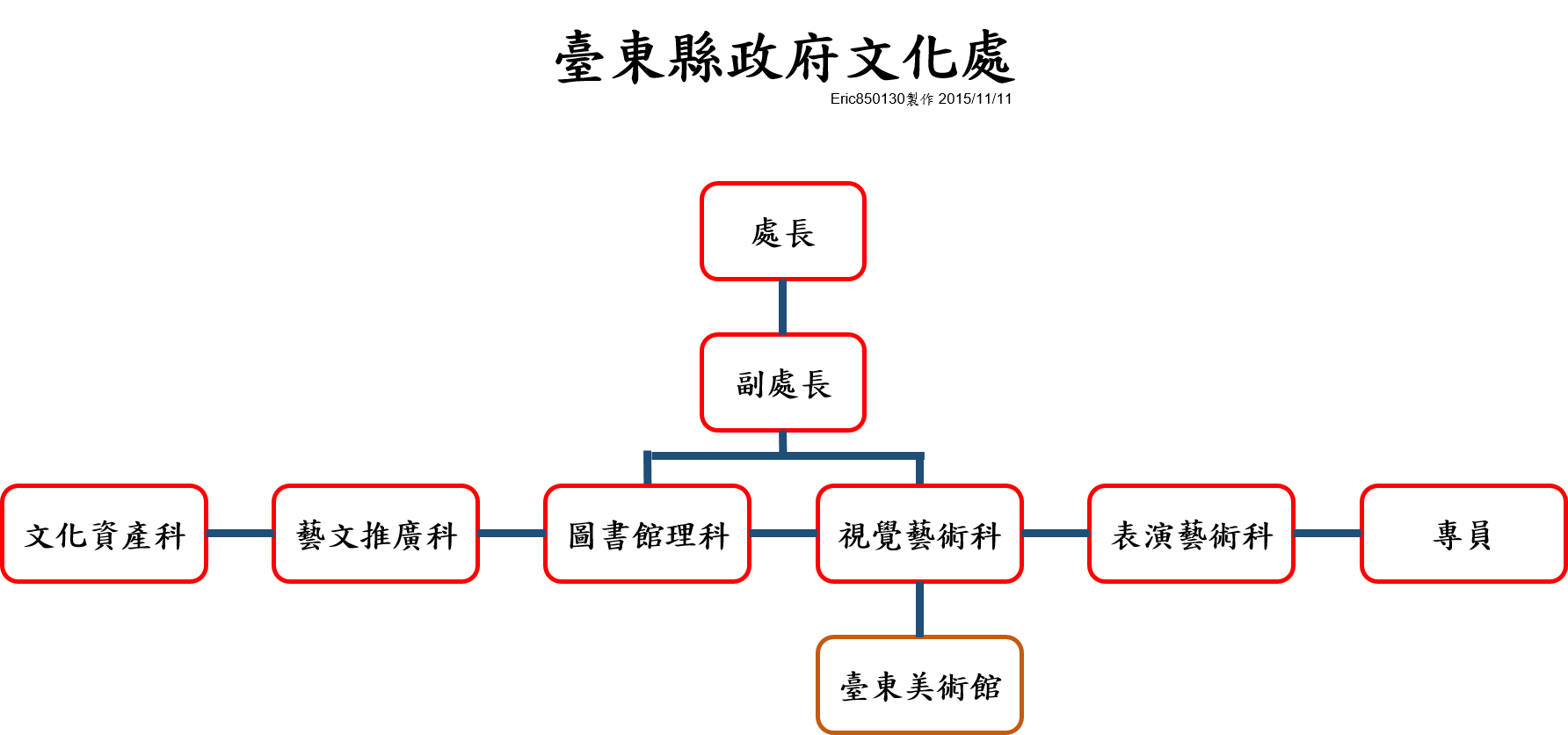
臺東美術館組織架構

## 交通資訊
- 自駕：臺東市浙江路350號[3]
- 公車：搭乘臺東市區公車，觀光循環線 ，在「臺東美術館」站下車[8]。

## 其他圖集

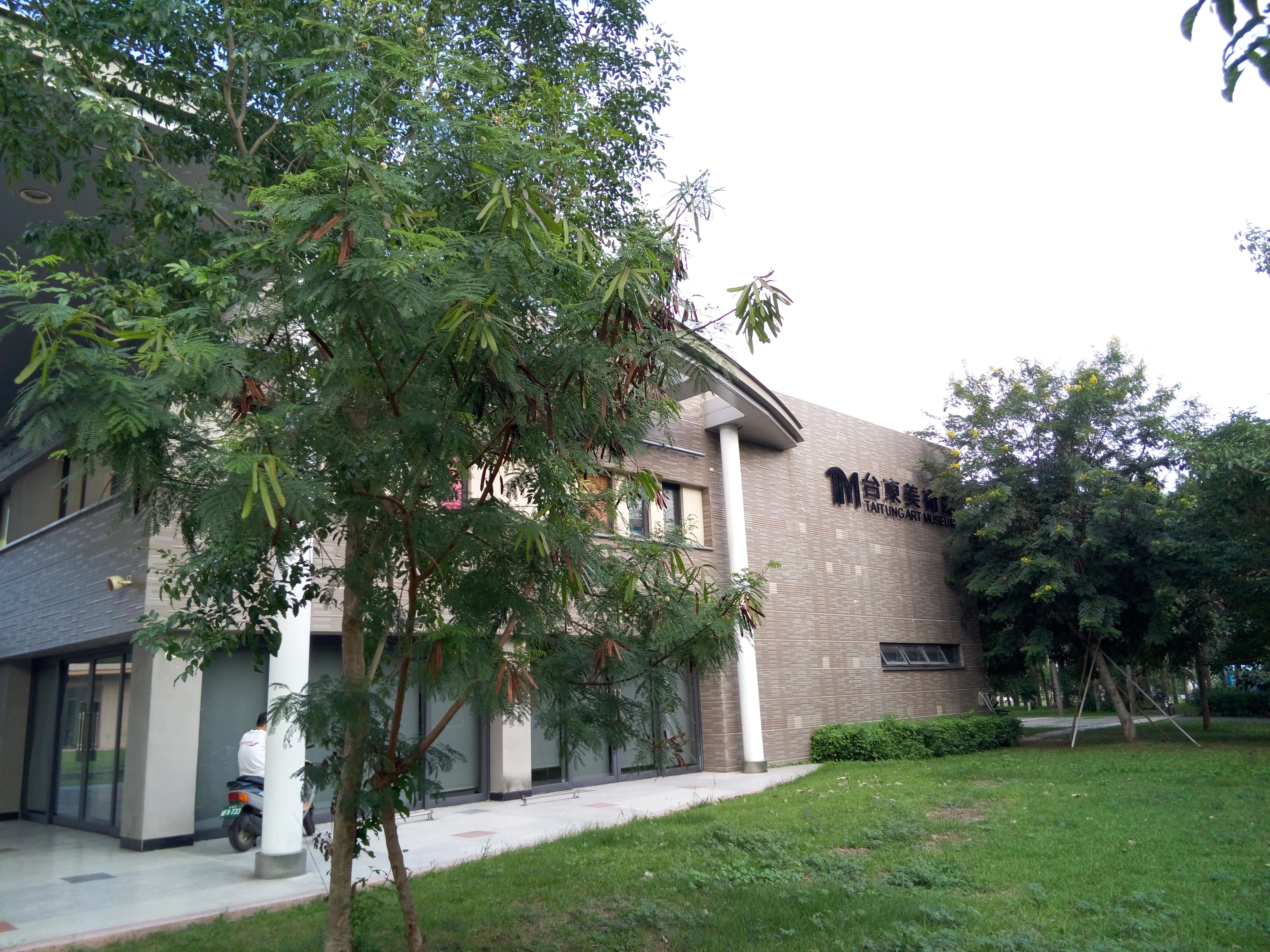
臺東美術館二館標題
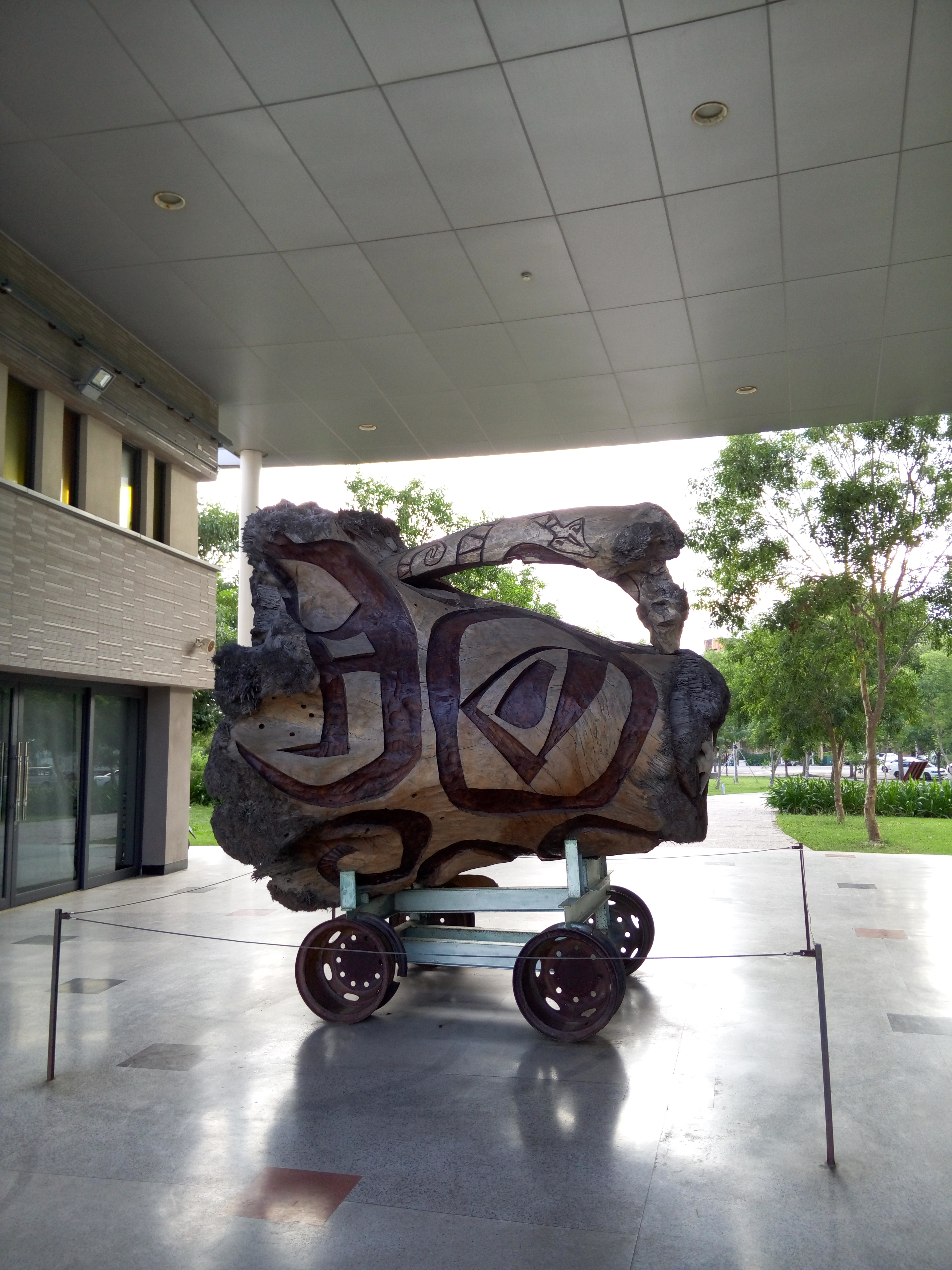
臺東美術館二館中廊 裝置藝術
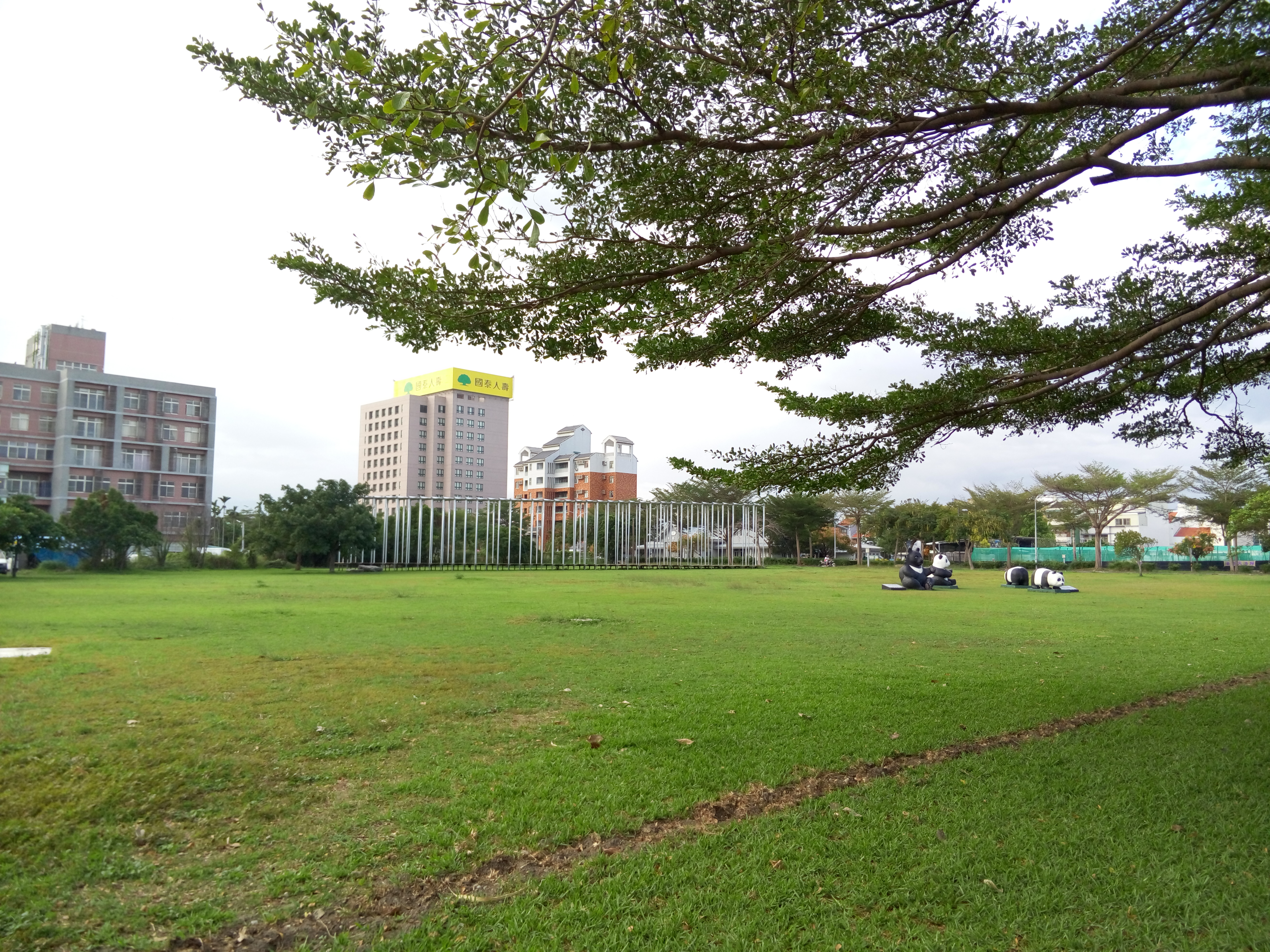
臺東美術館綠地園區
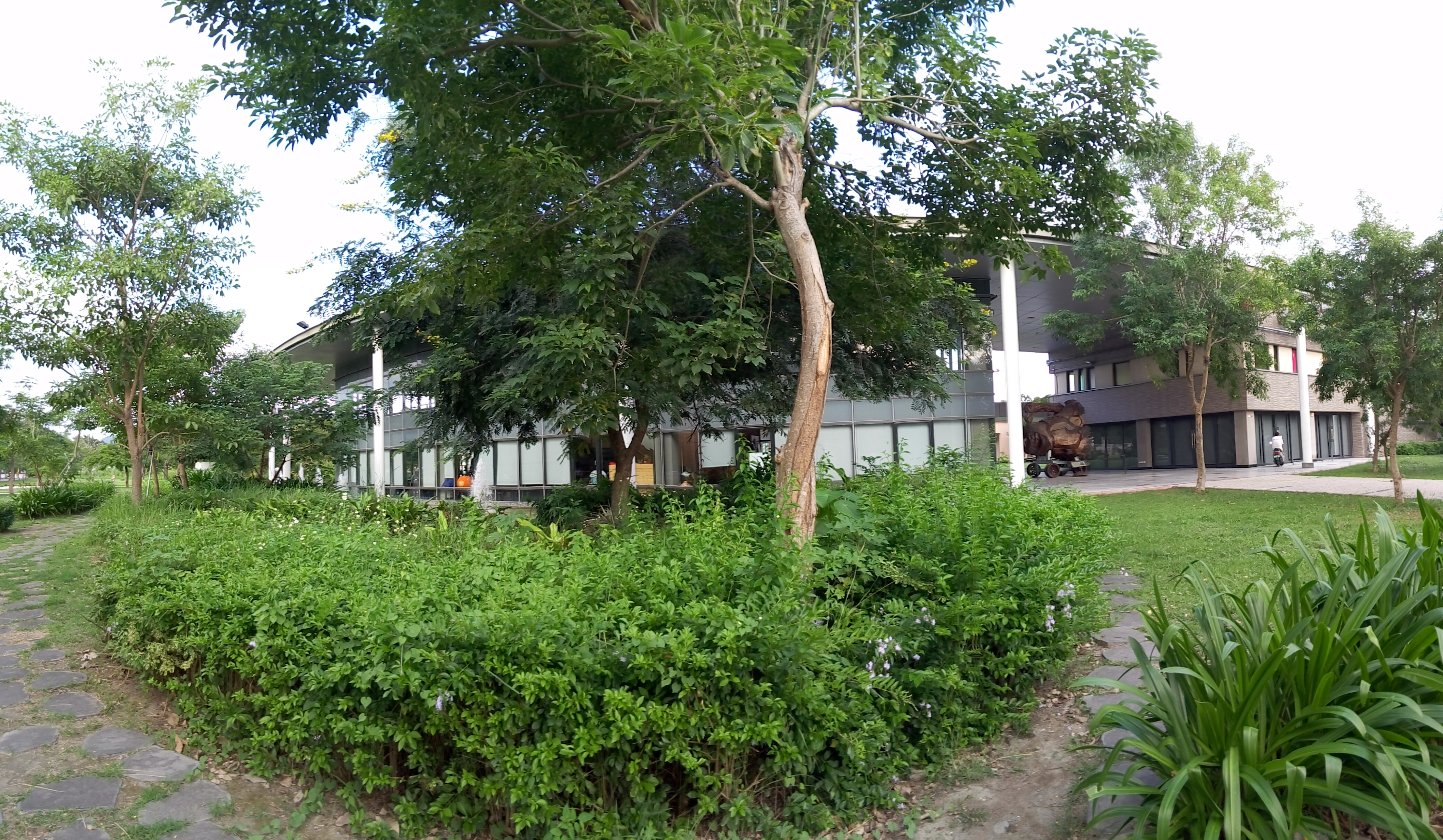
臺東美術館二館正面

### 其他縣市美術館
- 臺北市立美術館
- 高雄市立美術館
- 國立臺灣美術館
- 新北市立美術館
- 桃園市立美術館（興建中）
- 臺南市美術館
- 彰化縣立美術館
- 嘉義市立美術館
- 屏東美術館
- 台灣博物館列表

## 資料來源
1. 1 2 3  . 行政院文化部地方文化館.   [2015-11-11] （中文（臺灣））.[永久]
2. 1 2  黃明堂. . 自由時報. 2015-09-22  [2015-11-11]. （原始内容存档于2015-10-26） （中文（臺灣））.
3. 1 2 3 4 5  . 台東美術館.   [2015-11-11]. （原始内容存档于2016-03-04） （中文（臺灣））.
4. ↑  盧文欽. . 蕃薯藤新聞. 2012-06-13  [2015-11-11] （中文（臺灣））.
5. ↑  劉錦源. . TVBS. 2005-09-03  [2015-11-11]. （原始内容存档于2016-03-04） （中文（臺灣））.
6. ↑  . 財團法人石材暨資源產業研究發展中心. 2012-07-04  [2015-11-11]. （原始内容存档于2016-03-04） （中文（臺灣））.
7. 1 2  鍾昇遠. . 鍾昇遠建築師事務所.   [2015-11-11]. （原始内容存档于2016-03-04） （中文（臺灣））.
8. ↑  . 普悠瑪客運.   [2015-11-11]. （原始内容存档于2015-09-26） （中文（臺灣））.

## 外部連結
- 臺東美術館 官方網站